# Font de les Dòmines
La Font de les Dòmines és una font pública de Maçanet de Cabrenys (Alt Empordà) inclosa a l'Inventari del Patrimoni Arquitectònic de Catalunya.

## Descripció
Font situada al costat esquerre del camí que va del carrer de les Dòmines a la Cardona. Aquesta font, com la de la plaça, també es troba a un nivell inferior i s'hi accedeix a través d'uns graons. La font es troba inscrita en una volta de canó de pedra, com també és de pedra tot el conjunt: graons, banc... En una llinda es troba esculpida la data 1770.